# Bani (département)
Pour les articles homonymes, voir Bani.

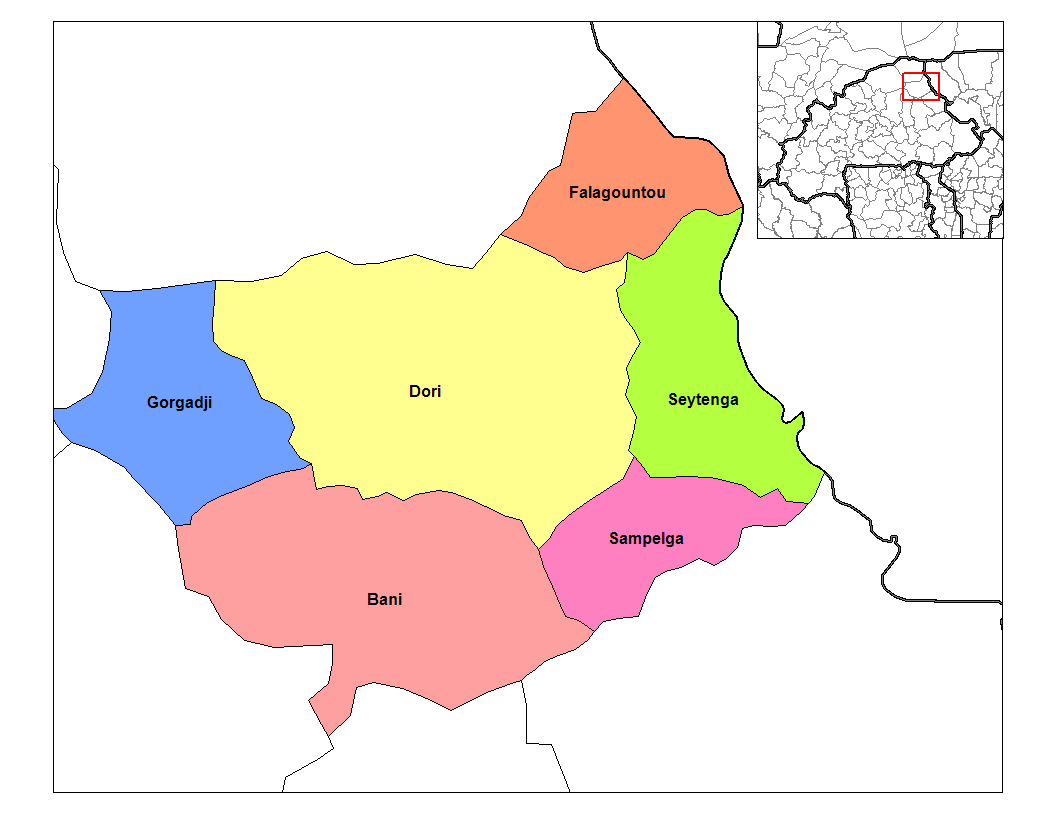
Localisation de la province de Séno

Bani est un département du Burkina Faso située dans la province de Séno et dans la région Sahel.
En 2006, le dernier recensement comptabilise 59 452 habitants

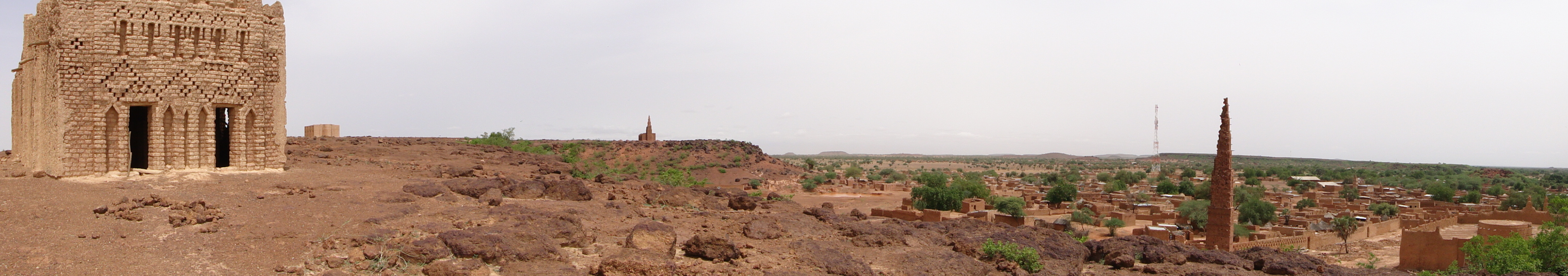
Panorama sur Bani, la capitale du département du Bani, 2010

## Villages
- Adoudié
- Alalel
- Amsia
- Babirka-Mango
- Babirka-Ouro-Démoa
- Babirka-Ouro-Esso
- Babirka-Ouro-Sory
- Babirka-Tangassouka
- Bamguel
- Bamloye
- Bani, chef-lieu
- Bayeldiaga
- Binderé
- Bomboel
- Bouna
- Bouo
- Dalinga
- Débéré-Diouldé
- Dianalaye
- Diatou
- Diouga
- Fidialaré
- Gangaol
- Gassel
- Gorouol-Kadjé
- Gorouol-Kollé
- Goundéré
- Guidéré
- Kallo
- Karégoussi
- Karga
- Lamdamaol
- Lerel
- Loutougou
- Modjouma
- Monga
- Ourfare-Djouma
- Ouro-Belco
- Ouro-Hoyendé
- Ouro-Sambo
- Ouro-Tiaguel
- Pagalaga
- Petareobe
- Séno-Sofaré
- Solsala
- Tchelel
- Terbiel
- Tiabia
- Tialel
- Tialol-Tiopé
- Tibilindi
- Tiguibamloye
- Tiombiel
- Windé-Daké
- Windé-Djibairou
- Windé-Gnébé